# ريتشارد رودني بينيت
ريتشارد رودني بينيت (بالإنجليزية: Richard Rodney Bennett)‏ هو عازف جاز وعازف بيانو وملحن بريطاني، ولد في 29 مارس 1936 في Broadstairs ‏ في المملكة المتحدة، وتوفي في 24 ديسمبر 2012 في نيويورك في الولايات المتحدة.

## وصلات خارجية
- ريتشارد رودني بينيت على موقع IMDb (الإنجليزية)
- ريتشارد رودني بينيت على موقع الموسوعة البريطانية (الإنجليزية)
- ريتشارد رودني بينيت على موقع مونزينجر (الألمانية)
- ريتشارد رودني بينيت على موقع ألو سيني (الفرنسية)
- ريتشارد رودني بينيت على موقع ميوزك برينز (الإنجليزية)
- ريتشارد رودني بينيت على موقع تيرنر كلاسيك موفيز (الإنجليزية)
- ريتشارد رودني بينيت على موقع أول موفي (الإنجليزية)
- ريتشارد رودني بينيت على موقع قاعدة بيانات الأفلام السويدية (السويدية)
- ريتشارد رودني بينيت على موقع إن إن دي بي (الإنجليزية)
- ريتشارد رودني بينيت على موقع أول ميوزيك (الإنجليزية)